# Puerto Nare
Puerto Nare is een gemeente in het Colombiaanse departement Antioquia. De gemeente telt 16.711 inwoners (2005).